# Vavilovka
Vavilovka (en rus: Вавиловка) és un poble de la República de Komi, a Rússia, segons el cens del 2010 tenia 5 habitants.